# اسلام‌آباد لکزی
اسلام‌آباد لکزی با نام پیشین شاه‌آباد، روستایی از توابع بخش مرکزی شهرستان نیشابور در استان خراسان رضوی ایران است.

## جمعیت
این روستا در دهستان فضل قرار دارد و براساس سرشماری مرکز آمار ایران در سال ۱۳۸۵، جمعیت آن ۴۵۳ نفر (۱۴۰خانوار) بوده‌است.